# Międzyrzecze Pysznej i Niecieczy
Międzyrzecze Pysznej i Niecieczy (318.25) – region geograficzny o krajobrazie dolinno-pagórkowatym położony w okolicach Wielunia w województwie łódzkim, stanowi część Niziny Południowowielkopolskiej. Obejmuje obszar w widłach rzek Pysznej i Niecieczy, które zbiegają się w zwężeniu doliny Warty pod Burzeninem. Wydzielony jako mezoregion z indeksem 318.25 w wieloautorskiej regionalizacji fizycznogeograficznej Polski wykonanej w 2018 roku.

## Środowisko przyrodnicze
Zajmuje powierzchnię 470 km² i graniczy z Kotliną Szczercowską, Wysoczyzną Bełchatowską, Wyżyną Wieluńską i Wysoczyzną Złoczewską. Oś morfologiczną regionu stanowi dolina Warty, która przepływa tutaj z południa na północ – od Kochlewa, po wspomniany Burzenin. Rzeka ta, wraz z oskrzydlającymi ją Pyszną i Niecieczem oraz ich dopływami, formuje układ dolin dzielących międzyrzeczne płaty wysoczyzn i równin. Rzeźba terenu jest urozmaicona pagórkami kemowymi osiągającymi wyniosłości ok. 30 m.
Jest to kraina rolniczo-leśna z glebami rdzawymi i płowymi, które wytworzyły się na glinach zwałowych, piaskach i żwirach pochodzących z akumulacji rzeczno-lodowcowej. Region leży w zasięgu Parku Krajobrazowego Międzyrzecza Warty i Widawki, znajdują się tu trzy rezerwaty (Winnica, Hołda, Mokry Las) chroniące cenne przyrodniczo stanowiska muraw kserotermicznych oraz lasów łęgowych i grądowych.

## Różnice w podziałach geograficznych
W ramach powszechnie stosowanej przed 2018 rokiem regionalizacji fizycznogeograficznej Polski autorstwa Jerzego Kondrackiego, omawiany region nie był wyszczególniony i wchodził w skład mezoregionu Kotliny Szczercowskiej. Został wyróżniony w 2018 roku przez geografki Annę Majchrowską i Elżbietę Papińską (Uniwersytet Łódzki), które za pomocą numerycznego modelu terenu wskazały na odmienność ukształtowania powierzchni zarówno od Kotliny Szczercowskiej z jej charakterystycznymi zagłębieniami wytopiskowymi, jak i od Wysoczyzny Złoczewskiej z jej bardziej śmiałymi formami wypukłymi akumulacji lodowcowej.